# David Vitter
David Bruce Vitter (Nova Orleans, 3 de maio de 1961) é um político e advogado norte-americano. Membro do Partido Republicano, foi senador pelo estado da Luisiana. Ex-membro da Câmara dos Deputados, eleito pela primeira vez em 1999, representando o 1 º distrito da Luisiana, Vitter foi eleito para o Senado em 2004.

## Biografia
Nascido em 3 de maio de 1961, em Nova Orleães, no estado da Luisiana, é filho de Audrey Malvina St. Raymond e Albert Leopold Vitter.

### Carreira política
Vitter iniciou sua carreira política na câmara dos deputados, quando eleito em 1999 com 51% dos votos, derrotando o ex-governador Daveid Treen, sendo reeleito em seguida em 2000 e 2002, com mais de 80% dos votos.
Em 2004, Vitter foi eleito senador, sendo reeleito em 2010 com mais de 60% dos votos. Em 2015 tentou se eleger para Governador da Luisiana, mas acabou perdendo a eleição para John Bel Edwards que foi eleito com 56% dos votos contra 44%.

### Vida pessoal
Vitter é casado com Wendy Baldwin Vitter, com quem tem quatro filhos: Sophie Vitter, Lise Vitter, Airey Vitter e Jack Vitter, sua residência situa-se Metairie.